# تلویزیون خورشید
تلویزیون خورشید یک ایستگاه تلویزیونی عمومی تفریحی افغانستان است که در کابل واقع شده است.

## تاریخچه
این کانال در سال ۲۰۱۱ راه اندازی شد. و از روی نامش پیداست که در فارسی به معنای خورشید است.
دو کارمند تلویزیون خورشید توسط بمب در کابل در اوت ۲۰۱۹ زخمی شدند.  در طی حملات ماه مه ۲۰۲۰ در افغانستان، به نظر می رسید وسیله نقلیه متعلق به تلویزیون خورشید مورد هدف بمب‌گذاری در جاده‌ای در کابل بود، یک روزنامه‌نگار تلویزیون خورشید همراه با راننده کشته شد،  این حمله توسط روزنامه‌نگاران افغانستان، دولت و مراجع بین‌المللی به طور گسترده ای محکوم شد.  در سال ۲۰۲۱، آژانس خبری پژواک گزارش داد که معاش برخی از کارکنان خورشید توسط ایستگاه پرداخت نشده است.  پس از تسلط طالبان به افغانستان، تلویزیون خورشید به فعالیتش ادامه نداد. 
مدیرعامل این ایستگاه محمد رفیع رفیق صدیقی بود. صدیقی در نوامبر ۲۰۲۰ به دلیل مسمومیت با گاز درگذشت. 